# Rouw

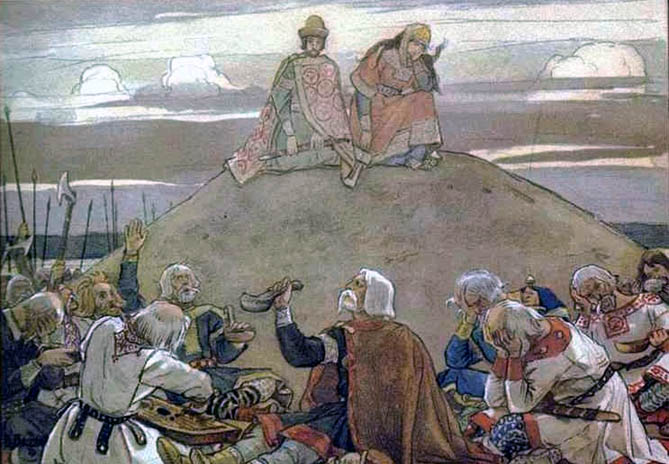
Rouwenden bij de grafheuvel van Oleg de Wijze, 1899

Rouw (van het Germaanse hreuwan-, verwant aan het Engelse rue en mogelijk het Sanskriet karuṇa) is een emotionele reactie als gevolg van een verlies, in het bijzonder het verlies van een naaste.
Rouw is in de eerste plaats emotioneel – wie een dierbare heeft verloren, is niet in de stemming om plezier te maken. Normaal gesproken zal de intensiteit van de reactie in de loop van de tijd afnemen, maar de rouw kan zo heftig zijn, dat de levenslust verloren gaat.
In de tweede plaats is rouw verbonden aan etiquette: het is niet fatsoenlijk plezier te hebben. In dat geval zijn er bepaalde gebruiken die plaatselijk verschillend zijn. Ook dit neemt in de loop der tijd af, zo kan het regel zijn dat bij verlies van echtgenote, ouders en kinderen een half jaar zware rouw geldt, een half jaar halve rouw en een half jaar lichte rouw.
De rouw wordt getoond door middel van – veelal zwarte – kleding. Soms beperkt men zich tot een rouwband om de linkerbovenarm. Er worden geen juwelen of ridderorden gedragen.
Tijdens zware rouw bezoekt men geen feestelijke bijeenkomsten.

## Rouwrituelen
Rondom het verlies van naasten kennen vele, zo niet alle culturen rituelen en tradities. Deels zijn die ingebed in religieuze gebruiken, maar ook in toenemend ontkerkelijkte samenlevingen zoals Nederland en België zijn zulke rituelen herkenbaar. Het is gebruikelijk anderen op de hoogte te brengen van een overlijden met een rouwkaart of een advertentie in de krant. Rondom de uitvaart wordt gewoonlijk een bijeenkomst door de naasten aangeboden aan anderen, die de overledene gekend hebben.
In het jodendom wordt na de begrafenis de sjivve gehouden, een zevendaagse periode van rouw, waarbij de familie veel bezoek krijgt.
In de Nederlandse tradities rondom klederdracht is aan de kleding van met name een weduwe te zien of zij in de rouw is.
Tegenwoordig gebeurt het nog zelden dat mensen door het dragen van zwarte kleding of een rouwband blijk geven van hun verlies.

### Voorbeelden uit andere tijden en culturen
De Romeinen lieten tijdens de rouw hun baard staan. In India is dit nog steeds het geval. Dit wordt samen met het hoofdhaar na dertien dagen bij de laatste riten voor de overledene afgeschoren.
De officiële rouw bij moslims duurt drie dagen, alhoewel sommigen vanuit culturele overwegingen 40 dagen aanhouden, en gaat niet gepaard met excessief gedrag. Na deze drie dagen wordt iemand geacht zijn of haar leven weer te herpakken.
De Joden scheurden hun kleren en strooiden as op het hoofd.

## Zwart
In de westerse wereld wordt rouw geassocieerd met de kleur zwart, in India is dat wit. In de Chinese cultuur worden, behalve zwart, ook wit, blauw en geel gebruikt. Het Nederlands koningshuis gebruikt de kleur wit.

## Proces
Hoewel het rouwproces een individueel verloop heeft, kunnen fasen onderscheiden worden.

### Volgens Elisabeth Kübler-Ross
De psychiater Elisabeth Kübler-Ross is bekend vanwege haar vroege werk rondom rouw en sterven, in het bijzonder ook vanuit het perspectief van de stervende. Zij onderscheidt de volgende fasen: ontkenning, boosheid, onderhandelen, depressie, aanvaarding. Haar latere werk heeft een esoterischer karakter.

### Volgens William Worden
De Amerikaanse rouwdeskundige William Worden heeft in 1982 vier rouwtaken onderscheiden.
Taak 1 - Het aanvaarden van de realiteit van het verlies
De realiteit van het overlijden dringt geleidelijk door. Men ‘weet’ dat de dierbare is overleden, maar beseft het op een ander niveau nog niet. In de regel vraagt deze taak bij een niet-verwacht overlijden meer tijd. Besef van de onomkeerbaarheid is nodig om de pijn van het gemis te kunnen voelen. Een aspect van de aanvaarding is het innerlijk weten dat hereniging in dit leven niet meer mogelijk is.
Taak 2 - Het doorleven van de pijn en het verdriet
Volgens Worden is het noodzakelijk om de pijn te voelen en er niet voor weg te lopen. 'Het is onmogelijk om iemand te verliezen van wie je veel hebt gehouden en geen pijn te voelen.' Andere wetenschappers nuanceren dit: in sommige gevallen, bijvoorbeeld bij het overlijden van een ouder op zeer hoge leeftijd kan dit ook met weinig verdriet gepaard gaan. Er hoeft dan ook niet altijd sprake te zijn van veel verdriet of pijn.
Taak 3 - Het aanpassen aan een nieuw leven waarin de overledene niet meer aanwezig is
De rouwende moet zich instellen op alle veranderingen.
Taak 4 - De overledene emotioneel een plaats geven en het oppakken van de draad van het leven
De relatie met de overledene blijft bestaan, maar de overledene krijgt wel een andere plaats, wordt herinnering. De emotionele energie kan hierna geïnvesteerd worden in andere dingen of in een andere relatie.

## Rouwreacties en gevoelens
Het takenmodel van William Worden zegt niets over de reacties en gevoelens die de rouwende ervaart. Rouw dringt door tot in alle gebieden van het leven. Het kan niet 'afgelegd' worden, niet voor even dus ook niet voor het werk.
Emotionele reacties en gevoelensDe rouwende kan door heftige emoties overvallen worden op een wijze die hij niet van zichzelf kent. Het zelfbeeld en de relaties met anderen staan ter discussie. Naast verdriet en somberheid kunnen angst, agressie, schuld, verwarring voorkomen alsook positieve gevoelens zoals opluchting en dankbaarheid.
Lichamelijke reactiesSpanningsklachten, veranderde eetlust en vermindering van het concentratievermogen komen veelvuldig voor net als lichamelijk vermoeidheid, lusteloosheid en slaapstoornissen.
Veranderde behoeftenDe behoefte aan intimiteit met anderen, al dan niet seksueel, kan veranderen.

## Parasociale rouw
Als een persoon met wie iemand een parasociale relatie heeft komt te overlijden, wordt er ook wel gesproken over 'parasociale rouw'. De rouwgevoelens bij parasociale rouw zijn hetzelfde als die bij 'gewone' rouw. Het verliezen van een persoon waarmee een parasociale band bestond kan daarom aanvoelen als het verliezen van een familielid.

## Fotogalerij

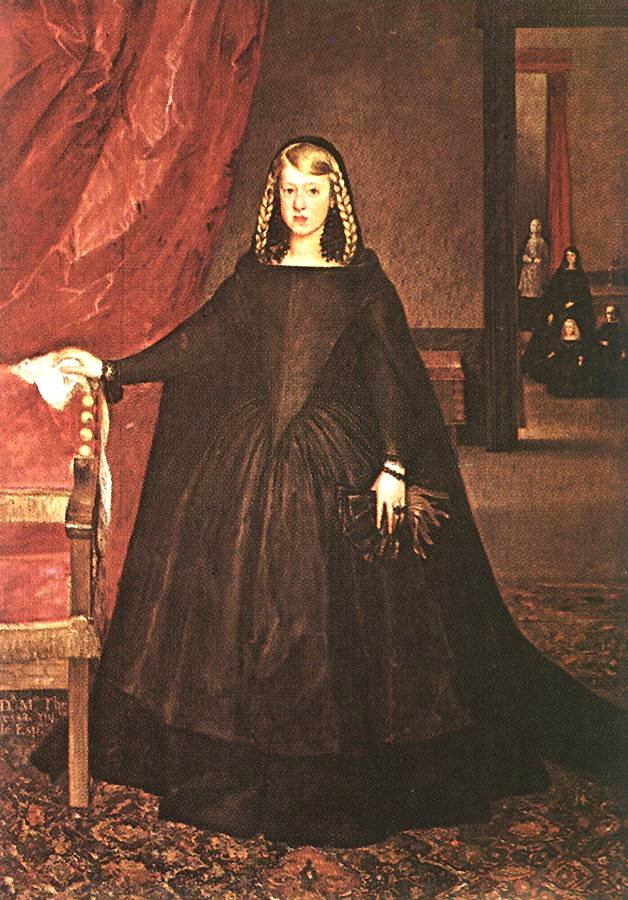
Rouwkledij aan het Spaanse hof
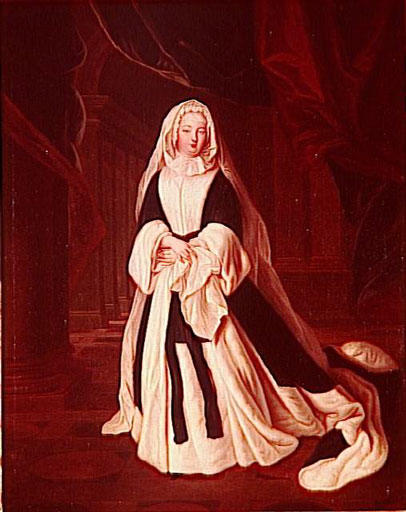
Rouwkledij aan het hof te Versailles, 17e eeuw
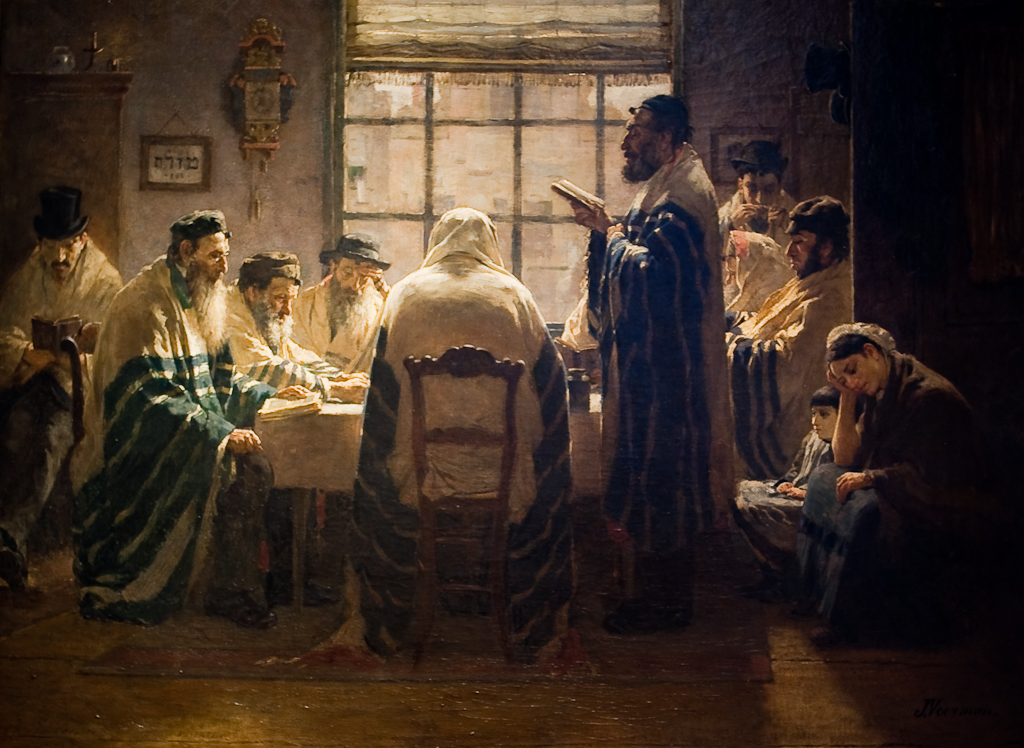
[De Rouwdagen] De treurdagen, Jan Voerman, ca. 1884
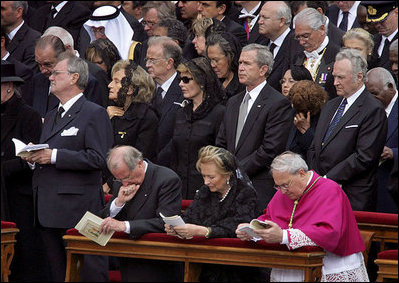
Koningin Paola in "grand deuil" naast haar echtgenoot
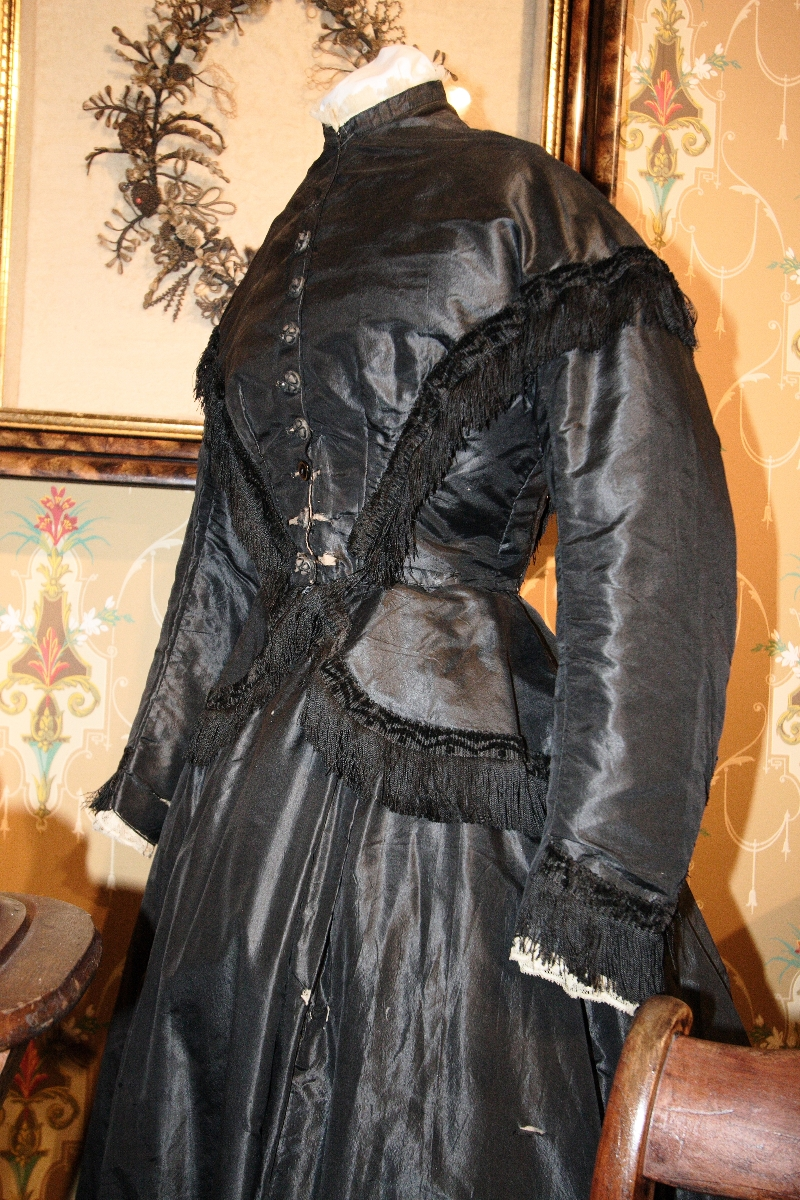
Zwarte rouwkledij (burgerij)